# Théorie Communiste
Théorie communiste är en fransk kommunistisk grupp, som cirklar kring utgivningen av en tidskrift med samma namn. Gruppen bildades i mitten av 1970-talet och gav ut sitt första nummer av tidskriften 1977. De kan placeras i den strömning som efter 1968 försökte ta sig bortom de historiska vänsterkommunismerna, framförallt deras kritik av parti- och fackföreningsformerna. De har gått i polemik med andra grupperingar och individer som också försöker sig på detta, bl.a. Temps critiques, Dauvé/Nesic och brittiska Aufheben.

## Teoretiska utgångspunkter i korta drag
Théorie communiste använder sig av ett antal ofta återkommande begrepp. De används för att förstå kapitalets verklighet, den historiskt specifika tidsperiod vi nu lever i och för att försöka förstå revolutionens innehåll.
Här ges en kort genomgång av några av begreppen:
– Kapitalets självförutsättning: genom att kapitalet har utvecklats till ett samhälle återgrundar det sig självt i sin egen rörelse. Genom ”dubbelkvarnens” rörelse (den första rörelsen: pengar blir till arbetskraft och produktionsmedel. Den andra rörelsen: arbetskraften köper varor och ger således upphov till tillskottskapital, vilket används för ytterligare en rörelse hos den första kvarnen) har varje väsentlig samhällelig företeelse fått en kapitalistisk karaktär.
– Periodisering: TC delar in det kapitalistiska produktionssättets historia i tre huvudsakliga perioder: formell subsumtion, den första perioden av reell subsumtion samt den andra perioden av reell subsumtion.
– Omstruktureringen och en ny kampcykel: TC menar att det kapitalistiska produktionssättet under perioden mellan mitten av 1970-talet och mitten av 1990-talet genomgick en djupgående omstrukturering. Omstruktureringar av produktionssättet, av villkoren för kapitalproduktion och klasskamp, har skett tidigare. Vid övergången från formell subsumtion till den reella subsumtionens första fas förändrades framförallt arbetsprocessen som blev betydligt kapitalintensivare och arbetarrörelsen i form av bland annat arbetarpartier och fackföreningar integrerades i den kapitalistiska samhällsutvecklingen. Arbetarrörelsens tillväxt och utveckling i samklang med kapitalackumulationen ledde under den första fasen av reell subsumtion fram till en allvarlig kris vid övergången mellan 1960- och 1970-tal då situationen blev ohållbar för båda polerna i motsättningsförhållandet: Ur kapitalets synpunkt därför att det hade uppstått alltför många rigiditeter som stod i vägen för värdeförmeringens rörelse (där arbetarrörelsen var den främsta av dessa rigiditeter) och ur arbetarnas synpunkt bland annat därför att arbetsvillkoren i fabrikerna blivit outhärdliga under den tayloristiska arbetsledningen. Krisen manifesterade sig i form av ett stort internationellt arbetaruppror som har fått sitt namn av de händelser som kom att utspela sig i Frankrike i maj-juni 1968. Lösningen på denna kris var kapitalets omstrukturering, bourgeoisiens kontrarevolutionära motdrag, som lade grunden till den nuvarande situationen (den reella subsumtionens andra fas). Denna nya period förstås som en ny kampcykel eftersom omstruktureringen har förintat arbetarrörelsen (men inte arbetarklassen) vilket skapar helt nya villkor för klasskampen och för hur en tänkt kommunistisk revolution idag kan komma att se ut. Det omstrukturerade kapitalistiska produktionssättet, under vilket vi lever idag, utgör enligt TC ett skarpt brott med hela den tidigare historien om klasskampen mellan proletariatet och kapitalet, en historia som kännetecknades av programmatism och en stabil arbetarklassidentitet.
– Kritik av ”proletariatets revolutionära essens”: TC förnekar att proletariatet har en inneboende drivkraft att realisera kommunism. I sin text ”Normativ historia och proletariatets kommunistiska essens” (riff-raff nr 8, 2006) framför de en kritik av Dauvé där de menar att han klyver proletariatet i två delar: en kommunicerande revolutionär och en inomkapitalistisk. Istället menar TC att proletariatet är vad det är, en inomkapitalistisk klass (något som endast existerar i sin motsättning med klassfienden), och att vad revolutionen och kommunismen är bestäms historiskt, av det sätt på vilket proletariatet och kapitalet ställs emot varandra i sin ömsesidiga implikation (den ena termen bestäms endast av och genom den andra termen; de implicerar ömsesidigt varandra i förhållandet) och där frågan inte handlar om huruvida proletariatet i olika situationer agerar eller inte agerar i enlighet med sitt ”vara”.